# لطفی دزیری
لطفی دزیری (عربی: لطفی الدزیری؛ ۶ ژانویهٔ ۱۹۴۶ – ۵ مهٔ ۲۰۱۳) هنرپیشه اهل کشور تونس بود.

## از آثار او
از جمله کارهایی که او در آن شرکت کرد:

### سینما
- ۱۹۹۷: پوشش خط گمشده اثر کلثوم برناز.
- ۲۰۰۱: در بادیه و بیابان در نقش جابر.
- ۲۰۰۴: سخنان مردان اثر معز کمون و حسن بن عثمان.
- ۲۰۰۴: کشتی گیران توسط تیلمن رهم، جرگان کین، استیو مانوئل و کریس ولد به عنوان مربی ورزشی.
- ۲۰۰۴: ضرب‌الاجل با مایکل آلن لورنر و لودی بویکین در نقش رحمان.
- ۲۰۰۴: ویزا توسط ابراهیم لطیف.
- ۲۰۰۵: دارالناس از محمد دماک و مدح عید و محمد محفوظ.
- ۲۰۰۶: بین دره‌ها اثر خالد البرساوی.
- ۲۰۰۶: آخرین فیلم نوری بوزید.
- ۲۰۰۷: تاجگذاری مردان ژاک مالاتر، ایو کوپنز و میشل فاسلیه با حلمی دریدی و رباب السرائری در نقش اوهرو.
- ۲۰۰۹: نخ (فیلم) ساخته مهدی بنعطیا و اولیویه لانوری در نقش عبدالعزیز.
- ۲۰۱۰: آخرین سراب نیدال شاتا.
- ۲۰۱۰: شهر توسط کیم نگوین در نقش جورج.
- ۲۰۱۱: روز شاهین (فیلم) با ژان ژاک آنود و هانس روش در نقش شیخ بنی سیری.
- ۲۰۱۲: «فوس نوت» اثر مجدی السمیری در نقش سی لمین.
- ۲۰۱۴: زیارت نوفل صاحب الطباب.

### سری
- ۲۰۰۱: قیطان از حبیب المسلمانی، مدیح بلعید، رضاء القهام و عبدالحکیم العلیمی.
- ۲۰۰۲: «کلبه سیدی المحروس» اثر صلاح الدین السعید و علی اللواتی (رمضان ۲۰۰۲) در نقش دکتر عبدالله سویله.
- ۲۰۰۳: «مسیرهای تقابل» نوشته عبدالقادر الجربی و عبدالقادر بلحاج نصر در نقش منصور.
- ۲۰۰۴: سریال لوتل (رمضان ۲۰۰۴) ساخته حاتم بلحاج و صلاح الدین اسید در نقش عابد.
- ۲۰۰۵: سفر لوئیزا توسط پاتریک ویلسون و آزوز بقاق در نقش فرانسوی.
- ۲۰۰۵: سیتکام قهوا جلول ساخته لطفی بن ساسی، عماد بن حمیده و محمد دامک در نقش الجیلانی، شهر جونی.
- ۲۰۰۵-۲۰۰۹: کمدی کمدی «راه حلی به من نشان بده» با بازی صلاح الدین السید، عبدالقادر الجربی و حاتم بلحاج (رمضان) در نقش پروفسور بن عمر.
- ۲۰۰۶: نواسی و اطب از عبدالقادر الجربی و علاله نویریه.
- ۲۰۱۰: خانه پورن توسط حاتم بلحاج و احمد رجب در نقش بها.